# Den blida vår är inne
Den blida vår är inne är en vårpsalm av Johan Olof Wallin från 1807. Ursprungligen hade psalmen sex 8-radiga verser. Dessa bearbetades (verserna 1-2), förkortades och omdiktades helt (verserna 3-6) av Anders Frostenson 1978. 
Texten sattes ursprungligen till melodin Valet will ich dir geben från 1614 av Melchior Teschner. Den senare melodin (2/2, F-dur) är en svensk folkvisa känd från 1693, samma som till Den blomstertid nu kommer som tydligt inspirerat Wallins text, och samma som till Som sol om våren stiger och Som spridda sädeskornen. 
|  |
|  |

## Publicerad i
- 1819 års psalmbok som nr 392 under rubriken "Med avseende på särskilda personer, tider och omständigheter: Årets tider och jordens fruktbarhet: Våren".
- 1937 års psalmbok som nr 471 under rubriken "Våren".
- Den svenska psalmboken 1986 som nr 197 under rubriken "Årstiderna".